# Exenterus pini
Exenterus pini är en stekelart som beskrevs av Joseph Augustine Cushman 1940. Exenterus pini ingår i släktet Exenterus och familjen brokparasitsteklar. Inga underarter finns listade i Catalogue of Life.